# Rolf Pohl
Rolf Pohl (* 5. August 1951 in Hannover) ist ein deutscher Soziologe und Sozialpsychologe. Seine Themenschwerpunkte in Lehre, Forschung und Publikationen sind Männlichkeits- und Geschlechterforschung, Jugendforschung und politische Psychologie. Er arbeitete über psychoanalytische und sozialpsychologische Fragen zu NS-Tätern und ihren Verbrechen.

## Leben
Rolf Pohl studierte Psychologie, Geschichte, Politikwissenschaft und Soziologie in Hannover. 1986 wurde er in Hannover promoviert, war anschließend wissenschaftlicher Mitarbeiter und von 1991 bis 1997 Akademischer Rat am Psychologischen Institut. Er habilitierte sich 1996 ebendort mit der Schrift „Horror feminae“: Bausteine zu einer Psychoanalyse der Männlichkeit. Bis Februar 2017 war er Professor am Institut für Soziologie und Sozialpsychologie an der Gottfried Wilhelm Leibniz Universität Hannover.
Rolf Pohl ist Gründungsmitglied der Arbeitsgemeinschaft Politische Psychologie, der Gesellschaft für psychoanalytische Sozialpsychologie und Mitglied im Beirat „Schutz vor sexualisierter Gewalt im Sport“ der Sportjugend im LandesSportBund (LSB) Niedersachsen e. V.

## Positionen
Im Jahr 2010 fasste Pohl einen Teil seiner Positionen in einem Fazit zusammen:

„1. Es gibt keine zeitbedingte ‚Krise der Männlichkeit‘, denn Männlichkeit selbst ist strukturell ein konflikthafter und konfliktsensibler Krisenzustand. D.h.: Die inzwischen inflationär und mit misogynen Schuldzuweisungen geführte Rede von der aktuellen Krise der Männlichkeit verdeckt, dass es sich bei den vorherrschenden Formen von Männlichkeit in männlich dominierten Kulturen und Gesellschaften grundsätzlich um ein fragiles und krisenhaftes Konstrukt handelt.

2. Zu den inhärenten Merkmalen dieses Konstrukts Männlichkeit gehören nach wie vor unbewusst verankerte und körperlich eingeschriebene Überlegenheitsansprüche und eine ambivalente, bis zur Feindseligkeit reichende Weiblichkeitsabwehr. Dies hat insbesondere auf dem Feld der normierten (Hetero-)Sexualität eine unlösbare Zwangslage zwischen Autonomiewunsch und Abhängigkeitsangst zur Folge, die als ‚Männlichkeitsdilemma‘ bezeichnet werden kann und die eine der wichtigsten Quellen von sexueller und nicht-sexueller Gewalt als Mittel der Wiederherstellung einer aus den Fugen geratenen ‚intakten‘ Männlichkeit darstellt.

3. Die wichtigen Fortschritte in der Frauen-, Gleichstellungs- und Geschlechterpolitik sind Ausdruck einer bloß ‚rhetorischen  Modernisierung‘ […], solange die grundlegenden Asymmetrien in einer weiterhin geschlechterhierarchischen Gesellschaft geleugnet oder verschleiert werden. Ein männlicher Krisendiskurs, der diese Tatsache ignoriert oder essentialistisch umdeutet ist ein entkontextualisiertes, und damit scheinheiliges Gerede, mit dem ‚der‘ Mann larmoyant zum beklagenswerten Opfer der als ‚feminisiert‘ angeprangerten Verhältnisse stilisiert wird;

4. Die Rede von der ‚Krise der Männlichkeit‘ ist eine rückwärtsgewandte Reaktion auf die marktradikale Verschärfung des gesellschaftlichen Krisengeländes und enthält hohe projektive Anteile. Das bedeutet: Die Krise erscheint in vielen einschlägigen Diskursen als Folge einer die Männer pauschal diffamierenden, vor allem aber die Jungen und Väter einseitig vernachlässigenden Frauenpolitik und Mädchenförderung und kann, zugespitzt, als Backlash, als antifeminine und antifeministische Gegenbewegung im Rahmen einer allgemeinen Re-Maskulinisierung der Gesellschaft interpretiert werden.“

Schließlich gibt Pohl der Hoffnung Ausdruck, dass mit Jessica Benjamins „paradigmatischem Anerkennungs-Modell“ eine „halbwegs gelungene Befriedung des Geschlechterverhältnisses prinzipiell möglich“ scheine.

## Audio
- Sozialpsychologe Pohl „Wir brauchen nicht weniger Gender, sondern mehr“, 73.01 Minuten Audio-Version, Gespräch mit Paulus Müller, Deutschlandfunk „Zwischentöne“ 28. Januar 2024
- "Die männliche Subjektkonstitution: Sexualität, Gewalt und die Abwehr des Weiblichen", Vorlesung an der Leibniz Universität Hannover, gehalten am 15. November 2016

## Schriften (Auswahl)
- als Herausgeber mit Joachim Perels: NS-Täter in der deutschen Gesellschaft (= Universität Hannover, Institut für Politische Wissenschaft. Diskussionsbeiträge. Bd. 29). Offizin, Hannover 2002, ISBN 3-930345-37-4.
- Feindbild Frau. Männliche Sexualität, Gewalt und die Abwehr des Weiblichen. 2., erweiterte Auflage. Offizin, Hannover 2019, ISBN 978-3-945447-24-6.
- Projektion und Wahn: Adorno und die Sozialpsychologie des Antisemitismus. In: Joachim Perels (Hrsg.): Leiden beredt werden lassen. Beiträge über das Denken von Theodor W. Adorno (= Universität Hannover, Institut für Politische Wissenschaft. Diskussionsbeiträge. Bd. 32). Offizin, Hannover 2006, ISBN 3-930345-53-6, S. 27–73.
- Der antisemitische Wahn. Aktuelle Ansätze zur Psychoanalyse einer sozialen Pathologie. In: Wolfram Sender, Guido Follert, Mihri Özdogan (Hrsg.): Konstellationen des Antisemitismus. Antisemitismusforschung und sozialpädagogische Praxis (= Perspektiven kritischer sozialer Arbeit. Bd. 8). VS – Verlag für Sozialwissenschaften, Wiesbaden 2010, ISBN 978-3-531-92234-8, S. 41–68, doi:10.1007/978-3-531-92234-8_2.
- Männer – das benachteiligte Geschlecht? Weiblichkeitsabwehr und Antifeminismus im Diskurs über die Krise der Männlichkeit. (PDF; 177 kB). In: Mechthild Bereswill, Anke Neuber (Hrsg.): In der Krise? Männlichkeiten im 21. Jahrhundert (= Forum Frauen- und Geschlechterforschung. Bd. 31). Verlag Westfälisches Dampfboot, Münster 2010, ISBN 978-3-89691-231-2, S. 104–135.
- Ganz normale Massenmörder? Zum Normalitätsbegriff in der neueren NS-Täterforschung. In: Markus Brunner, Jan Lohl, Rolf Pohl, Sebastian Winter (Hrsg.): Volksgemeinschaft, Täterschaft und Antisemitismus. Beiträge zur psychoanalytischen Sozialpsychologie des Nationalsozialismus und seiner Nachwirkungen. Psychosozial-Verlag, Gießen 2011, ISBN 978-3-8379-2055-0, S. 19–56.
- Das ‚eigene‘ und das ‚andere‘ Geschlecht. Adoleszenz, Männlichkeit und Gewaltbereitschaft. In: Elke Kleinau, Barbara Rendtorff (Hrsg.): Eigen und anders – Beiträge aus der Geschlechterforschung und der psychoanalytischen Pädagogik (= Schriftenreihe der Sektion Frauen- und Geschlechterforschung der Deutschen Gesellschaft für Erziehungswissenschaft (DGfE). Bd. 2). Barbara Budrich, Opladen u. a. 2012, ISBN 978-3-8474-0001-1, S. 109–126.